# Легат Илеане Чуре
Легат проф. др Илеане Чуре Сазданић је репрезентативна збирка материјалних и културних добара коју чини лична библиотека и архива Илеане Чуре, докторке филологије и професорке енглеског језика и књижевности, као и намештај њеног претка Михаила Полит-Десанчића, а налази се у Удружењу за културу, уметност и међународну сарадњу „Адлигат”, у коме је Илеана била и члан оснивач. 
Легат је доступан за јавност у оквиру спомен собе Илеане Чуре у Музеју српске књижевности на Бањици у Београду.

## Живот и каријера Илеане Чуре
Илеана Чура рођена је 15. фебруара 1930. године у Новом Саду, у улици Краља Александра број 1, у једној од виђенијих, образованијих и имућнијих породица у Војводини током 19. и прве половине 20. века. Отац Милутин Чура био је војни официр, а мајка Надежда, рођена Димовић, била је ћерка Гавра Полита, брата Михаила Полит-Десанчића, једног од највећих српских политичара ондашње Војводине, пријатеља и адвоката Светозара Милетића. Намештај овог славног претка Илеана је наследила заједно са породичном кућом, а данас се он може видети у оквиру њене спомен собе у Музеју српске књижевности.
Породицу Илеане Чуре задесила је велика трагедија почетком Другог светског рата. Године 1941. погинуо јој је отац Милутин, а наредне године изгубила је чак 16 чланова породице током мађарске Рације у јужној Бачкој. На Бадњи дан у Чуругу, одакле јој је отац пореклом, убијено је 14 чланова породице, а у Новосадској рацији, 23. јануара, мајка Надежда и тетка Љубица бачене су под дунавски лед на новосадској плажи Штранд. Тада једанаестогодишња Илеана преживела је сасвим случајно, захваљујући молбама мајке и тетке и чињеници да се мађарским војницима журило. Прву ноћ после трагедије провела је склупчана у зеленој фотељи која се данас такође налази у њеном легату у Музеју.
Илеана је дипломирала и магистрирала енглески језик на Филозофском факултету Универзитета у Београду, као стипендиста Британског савета три године је провела Енглеској и докторирала на Универзитету у Ексетеру (University of Exeter), а потом завршила и постдокторске студије на Универзитету Јејл, као стипендиста Фулбрајтове фондације. 
Током година радила је као професор енглеског језика и књижевности на Филолошком факултету у Београду, али и у Приштини, где је била оснивач катедре за англистику. Боравила је у Индији као лектор на славистичкој катедри, а на Универзитету у Њу Делхију основала је Катедру за српскохрватски језик и књижевност. У САД-у је била гостујући лектор за српски језик и књижевност у Мичигену. 
Проф. др Илеана Чура преминула је 4. новембра 2016. године у Београду.

## О легату
Легат проф. др Илеане Чуре Сазданић састоји се од преко десет хиљада публикација англистике, канадистике и друге литературе из њене личне библиотеке, коју је професорка сакупљала и формирала током своје дугогодишње успешне каријере. Легат је јавности доступан посредством Виктора Лазића, Илеаниног наследника и председника Удружења за културу, уметност и међународну сарадњу „Адлигат”, у оквиру којег раде Музеј српске књижевности, Музеј књиге и путовања и Библиотека Лазић. У спомен соби Илеане Чуре, која се налази у Музеју српске књижевности, изложен је и значајан фонд литературе о Индији и из индијске књижевности, али и  потписани примерци значајних светских песника и интелектуалаца са којима је професорка Чура била у пријатељским односима. Посебно су значајна писма и рукопис Амрите Притам – индијске Десанке Максимовић, Гопи Гаубе, Кушават Синга, као и славног америчког песника Алена Гинзберга и канадске нобеловке Алис Манро.
Спомен собу краси и оригинални намештај Илеаниног претка, Михаила Полит-Десанчића. Тај намештај био је у салону породичне куће у Новом Саду када је, на позив Илеанине тетке Љубице, војвођанске списатељице, у кући гостовао један од највећих индијских књижевника, нобеловац Рабиндранат Тагор. Љубица и Тагор су се упознали на једном од њених путовања у Беч. Током боравка у Новом Саду 1926. године, он је држао предавање у Матици српској, које је преводила Љубица, а након тога посетио је породицу и присуствовао концерту у салону куће. О томе је марта 1962. године новосадски Дневник објавио текст под насловом „Тагорина пријатељица Новосађанка“. За боравак Тагора у Новом Саду 2017. године се заинтересовала и професорка др Дипанита Дата из Индије, која је тада писала научни рад о Тагоровим путовањима по Србији.
Осим легата, Илеана Чура уступила је Виктору Лазићу и део своје породичне куће из које је изведена на стрељање, а у којој је боравио Тагора, те је у тим просторијама планирано успостављање огранка Музеја. На иницијативу Удружења „Адлигат”, на зиду куће у улици Краља Александра број 1, 23. јануара 2015. године, 73 године након Новосадске рације, постављена је спомен-плоча породици Чура са стиховима Исидоре Секулић „Живот може бити кратак, али траг живота може бити вечан”.

## Радно време
Легат проф. др Илеане Чуре Сазданић отворен је за посетиоце у оквиру Музеја српске књижевности на Бањици, четвртком, петком и суботом, уз претходно заказивање.

## Фото-галерија
- Намештај Михаила Полита-Десанчића у спомен соби Илеане Чуре у Музеју српске књижевности у Београду.
- На полици лево библиотека и део архиве Илеане Чуре, лични предмети и друго.
- Фотеља у којој је Илеана провела ноћ 1942. и намештај Михаила Полита-Десанчића (десно).
- Намештај Михаила Полита-Десанчића користи се и за излагање других легата Музеја.